# Anticoli Corrado
Anticoli Corrado é uma comuna italiana da região do Lácio, província de Roma, com cerca de 909  (Cens. 2001) habitantes. Estende-se por uma área de 16,28 km², tendo uma densidade populacional de 56 hab/km². Faz fronteira com Mandela, Marano Equo, Rocca Canterano, Roviano, Saracinesco.

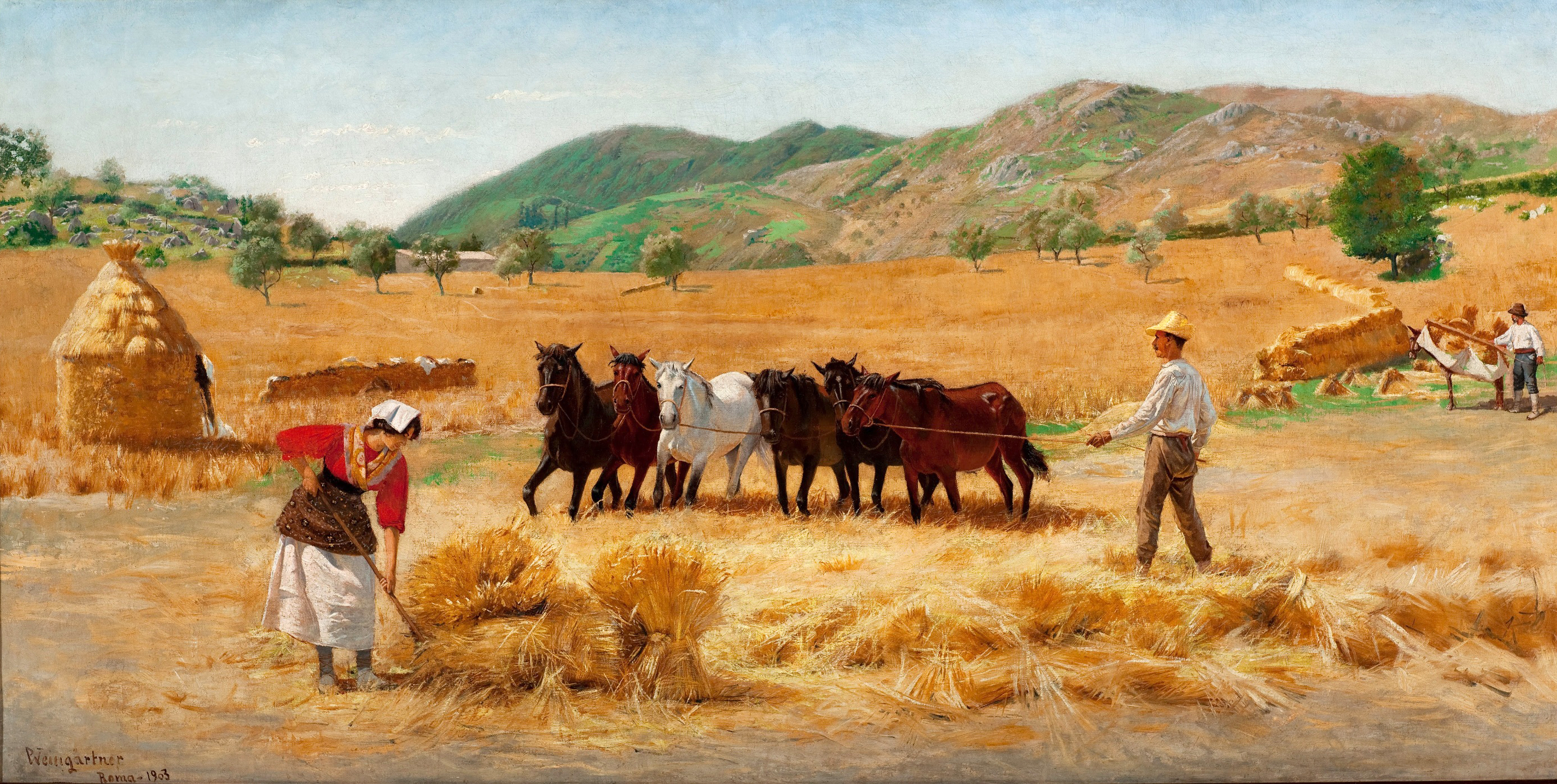
Ceifa em Anticoli, 1903. Pinacoteca do Estado de São Paulo.

## Demografia
| Variação demográfica do município entre 1861 e 2011                               |
|                                                                                   |
| Fonte: Istituto Nazionale di Statistica (ISTAT) - Elaboração gráfica da Wikipedia |